# Lolita Aniyar de Castro
Lola Rebeca Aniyar Sananes de Castro, conocida como Lolita Aniyar de Castro (Caracas, 8 de mayo de 1937-Maracaibo,7 de diciembre de 2015) fue una política, profesora, abogada penalista y criminóloga venezolana.

## Trayectoria
Lolita Aniyar nació en una familia de comerciantes judíos marroquíes.Doctorada en Derecho por la Universidad del Zulia, obtuvo una especialización en Derecho Penal y en Criminología de l’Universita degli Studi Roma además de una Maestría en Criminología Crítica de la misma universidad. También se graduó en el Instituto de Criminología de la Universidad Panthéon-Assas (Sorbona) de París obteniendo en esta una mención especial de reconocimiento.
Falleció el 7 de diciembre de 2015, a la edad de 78 años en su hogar de Maracaibo, a causa de un infarto. El suceso se produjo apenas varias horas después de haber depositado su voto en las últimas elecciones de la Asamblea Nacional. Su lápida reposa en el área judía del Cementerio Corazón de Jesús de Maracaibo.
Como profesora
Trabajó como profesora del Instituto de Criminología de la Universidad del Zulia en la cátedra de criminología durante más de 15 años y fue directora de esa misma institución, que hoy lleva su nombre.También fue profesora de posgrado en la Universidad del Zulia,Universidad de los Andes, así como en otras universidades de Argentina, Costa Rica y Brasil, entre otros países.Fue Directora del Centro e Instituto de Criminología de la Universidad del Zulia por más de tres décadas, el cual hoy lleva su nombre por decisión del Consejo Universitario de la misma institución.
Lolita Aniyar coordinó los Grupos Latinoamericanos de Criminología Crítica y Criminología Comparada durante 15 años, fundadora de la criminología crítica en América Latina. Además en 1973fue directora-fundadora de la revista Capítulo Criminológico, la cual fue una referencia inexcusable en el debate criminológico internacional entre los años 70 y 90, siendo la más antigua revista criminológica vigente en el continente americano.
Miembro del Consejo Directivo, de Comité Científico y Vicepresidente, sucesivamente, de la International Society of Criminology, con sede en París. Fue fundadora y docente de la Maestría latinoamericana de Ciencias Penales y Criminológicas de la Universidad del Zulia, docente de la Universidad Central de Chile y de la Maestría en Ciencias Criminales de la Universidad Cândido  Mendes en Río de Janeiro.
Además de su bibliografía, que abarca 10 títulos y la coordinación de dos compilatorios, fue coeditora de varios otros libros y autora de varias decenas de artículos publicados en diversas revistas latinoamericanas y europeas.Ha escrito numerosos libros sobre el área penal y la administración de justicia en Venezuela, Recibió en 2008 un doctorado honoris causa de la Universidad Nacional de Córdoba.

### Como política
En diciembre de 1993 Lolita Aniyar fue elegida gobernadora del estado Zuliatras la renuncia de su predecesor, Oswaldo Álvarez Paz. Con esta elección se convirtió en la primera mujer venezolana en ser elegida para ese cargo con sólida formación en la criminología crítica y de ascendencia judía-sefardí, asume la máxima magistratura del Estado y de la Policía del Estado Zulia, una de las más acusadas de abuso, extorsión y corrupción para la época. Tal situación condujo al aceleramiento de las reflexiones acerca de la adecuidad de la criminología crítica a la política criminal y la acción policial en contextos de enorme complejidad política y crisis institucional.
Anteriormente ya se había convertido en la primera mujer en ser elegida diputada para la antigua Asamblea Legislativa del Estado Zulia y la primera senadora al antiguo Congreso Nacional de Venezuela,representando a esa misma entidad y formando parte como activista independiente del partido de izquierda moderada Movimiento Al Socialismo.
Durante este período de gobierno se produce un motín en la Cárcel de Sabaneta en Maracaibo en el que se estima murieron 104 personas privadas de libertad. Bajo su gobierno desaparece la Policía Rural (acusada de extorsiones y secuestros en la frontera colombo-venezolana). Se plantea una fuerte oposición a la aplicación de la Ley de Vagos y Maleantes (característicamente conocida por apresar a personas por su aspecto “marginal”, violando el principio de inocencia). De manera notoria, se opone exitosamente al reclutamiento forzoso de jóvenes, en contra de la opinión de las Fuerzas Armadas (esta última exeriencia se expandió por todo el país, permitiendo la innovación de un sistema de reclutamiento voluntario basado en méritos a partir del ejemplo zuliano, llevando a la desaparición de la recluta forzosa en la Constitución de Venezuela de 1999).
Las nuevas ideas generaron una importante resistencia en sectores políticos y económicos, llevando incluso a un intento de homicidio a su hijo, Daniel Castro Aniyar, entonces Comisionado ad honorem de Derechos Humanos en tierras indígenas de la frontera.
Fue Delegada de Venezuela ante la UNESCO y Cónsul de Venezuela en Nueva Orleans, Estados Unidos. Fue además miembro desde 2005, y la única latinoamericana, del Comité de Estocolmo, el cual otorga el Premio Internacional de Criminología (equivalente al Nobel en Criminología) y jurado del Stockholm Prize in Criminology entre los años 2012 y 2015. .

## Su obra
Lola Aniyar reflexionó sobre la pertinencia en el contexto latinoamericano de la criminología crítica impulsada por Taylor, Walton y Jock Young, coordinó importantes grupos de estudio regionales y diseñó las bases de principios teórico-prácticos que tuvieron una indudable influencia en las políticas públicas, políticas criminales, sistemas normativos y los diseños constitucionales latinoamericanos de principios del siglo XXI. En su obra se percibe una clara influencia de los criminólogos europeos Alessandro Baratta y Louk Hulsman.
Publicó cuatro libros de género periodístico-literario.
a) En Guante de Terciopelo (1993), el cual relata en forma de breves crónicas la experiencia al frente de la Comisión de Salud en el Senado venezolano, incluyendo su papel protagónico en las primeras denuncias públicas realizadas sobre corrupción del entonces presidente Jaime Lusinchi,
b) El Zulia que queremos (1995), también en forma de breves crónicas, que relata y reflexiona sobre la experiencia previa y posterior a la experiencia frente a la Gobernación del Zulia
c) Secretos de Estado y de Familia (1996), a manera de una segunda parte del "En Guante de Terciopelo", incluye el relato detallado de los sucesos conflictivos durante su gobernación, y
d) La Lola, Lola, su última obra (2015). En este último libro relata, en forma de pequeños cuentos autobiográficos con un inestimable estilo poético, su visión del mundo, de su cotidianidad y su familia.

### Criminología del Control Social
Su obra posterior, que se extiende desde “Temas de Derecho Penal” hasta “Entre la Dominación y el Miedo” -Los Rostros de la Violencia, Vols. 1 y 2 (1974), Conocimiento y Orden social. Criminología como legitimación y Criminología de la Liberación (1981), Criminología de la Liberación (1987), Democracia y Justicia Penal (1993), La Realidad contra los Mitos (1998), Entre la dominación y el Miedo (2003)- muestran una creciente indagación teórica y empírica acerca de la naturaleza del delito, su construcción y la política criminal como reflejo del sistema social en generar primordialmente control social a través del sistema penal. El sistema penal es por tanto entendido de manera integral, incluyendo la familia, la escuela, las iglesias y demás aparatos de control. Por ello, a esta criminología se le denominó también “Criminología del Control Social”.
La óptica desarrollada por la autora fue particularmente impactante en el medio académico pues tenía la virtud de entender el fenómeno criminológico desde la realidad de las prácticas sociales observadas científicamente y no a partir de los discursos establecidos sobre éstas. Esta duplicidad, inspirada en la Escuela de Bolonia, la Escuela de Frankfurt y la obra de Michel Foucault, no fue abordada claramente por la teoría de las políticas públicas hasta los años 90 y apenas mostraba formas incipientes en la antropología materialista de la época. Para ilustrar esta duplicidad, Aniyar solía referirse a la obra de Lewis Carroll donde se establecía la relación entre discurso, palabra, poder político y Derecho, a través de la frase “el poder es el poder de definir”.
El abordaje de este período, centrado en el control social como propósito sustancial de la política criminal, permitió el estudio de la real función sociológica en América Latina de la cárcel, el Derecho, la legislatura, los medios, la escuela, la organización socio-comunitaria, el delito de cuello blanco, la policía, los abusos del monopolio de la fuerza, la política criminal, las corporaciones económicas, la migración, entre otras materias.

### Criminología de los Derechos Humanos, la Gobernación y el chavismo
El siguiente período está marcado por dos importantes procesos:
En el segundo caso, Lola Aniyar, a diferencia de buena parte de la izquierda venezolana que le seguía, se opuso a la experimento político del Presidente Hugo Chávez durante todos sus períodos presidenciales.  A pesar de que el diseño de la llamada Constitución de Venezuela de 1999, impulsada por este presidente, mostraba evidentes influencias de su pensamiento, Aniyar denunció la irresponsabilidad de las prácticas políticas, policiales, sociales y económicas del chavismo, la discordancia entre los principios constitucionales y la realidad populista del gobierno, así como la progresiva violación de los principios liberales democráticos en Venezuela.
Los dos casos descritos, en su conjunto, impactan claramente la obra de Aniyar, y permiten explicar la profundización y maduración de sus ideas. Corresponden a este período sus dos últimos y quizás, más importantes escritos criminológicos: “La Criminología de los Derechos Humanos” (2010) y “Manual de Criminología Socio-política” (2013), escrito éste en coautoría junto a Rodrigo Codino, discípulo de Eugenio Raúl Zaffaroni.
En este período, Aniyar obtiene una visión favorable a la reflexión e implementación de políticas criminales concretas, útiles y realistas, basadas en evidencias empíricas y buenas prácticas. El eje teórico que reúne este esfuerzo es el pensamiento liberal y, de manera muy especial, los Derechos Humanos. Aniyar luce entender que no es posible consolidar el cambio social sustituyendo las bases de la democracia liberal sino profundizándola.  Las ideas de liberación y transformación, tan preciosas durante los años 70 y 80, dan paso a las ideas de desarrollo y cambio institucional, siempre a favor de la profundización democrática y el poder ciudadano. Incluso, en una de sus últimas propuestas al Banco Interamericano de Desarrollo, a través de la asociación que ella misma dio forma, Cendepeace (2013), enfoca la necesidad de implementar políticas criminales orientadas a problemas para la reducción del delito, inspirada en los fundadores de la teoría crítica, como una prerrogativa fundamental para la transformación del sistema penal como un todo.
Adicionalmente, aparece en su obra un nuevo enemigo: el populismo. El padecimiento del chavismo ha marcado en la obra de Aniyar la necesidad de que todas las fuerzas sociales, democráticas, populares, institucionales, proveedoras del cambio social, denuncien al populismo como una de las formas más peligrosas del autoritaritarismo y el reaccionarismo.
- Victimología (1967)
- Los Rostros de la Violencia, Vol I -Compilatorio (1974)
- Criminología de la reacción social (1976)
- Los Rostros de la Violencia, Vol II -Compilatorio (1977)
- Conocimiento y Orden social. Criminología como legitimación y Criminología de la Liberación (1981)
- Criminologia da Reação Social (1983)
- Criminología de la Liberación (1987)
- Democracia y Justicia Penal (1993)
- En guante de terciopelo (1993)
- El Zulia que queremos (1994)
- Secretos de Estado y Familia (1996)
- Entre la dominación y el miedo (2003)
- Resumen del Pensamiento criminológico y su reflejo institucional (2003)
- Criminología de los Derechos Humanos (2010)
- Manual de Criminología Sociopolítica -coautoriado con Rodrigo Codino (2013)
- La Lola, Lola (2015)
- Manual de Criminología Sociopolítica -portugués (2016)

## Reconocimientos
Su libro “Victimología” (1967) fue considerado el primero sobre la materia escrito en lengua castellana. Posteriormente, su libro “Criminología de la Reacción Social” (1976) permitió un desarrollo hacia al contexto latinoamericano de las reflexiones empíricas que cierta psicología social norteamericana desarrollaba alrededor de los conceptos de etiquetamiento y estigmatización. En particular, este libro tuvo una notoria influencia sobre la criminología crítica naciente pues reflexionaba el fenómeno desde la perspectiva de la construcción social del delito y sus procesos concretos dentro de la cultura, lo político y la realización del Derecho en América Latina, un abordaje significativamente innovador en el debate de la época. “Criminología de la Reacción Social” tuvo, al menos, dos reediciones posteriores, una de ellas en portugués.

| Predecesor: Oswaldo Álvarez Paz | Gobernadora del Zulia 1993–1995 | Sucesor: Francisco Arias Cárdenas |